# Фрідріх Вільгельм Раге
Фрідріх Вільгельм Раге (нім. Friedrich Wilhelm Rahe; 16 квітня 1888 — 18 лютого 1949) — колишній німецький тенісист.
Здобув 34 одиночні титули.
Найвищим досягненням на турнірах Великого шолома був фінал в парному розряді.
Завершив кар'єру 1932 року.

## Фінали турнірів Великого шолома

### Парний розряд (1 поразка)
| Результат | Рік  | Турнір               | Покриття | Партнер           | Суперники                             | Рахунок            |
| --------- | ---- | -------------------- | -------- | ----------------- | ------------------------------------- | ------------------ |
| Поразка   | 1913 | Вімблдонський турнір | Трава    | Гайнріх Кляйншрот | Чарлз П. Діксон Герберт Ропер-Барретт | 2–6, 4–6, 6–4, 2–6 |